# Gledson
Gledson (* 4. September 1979 in Felipe Guerra; eigentlich Gledson da Silva Menezes) ist ein ehemaliger brasilianischer Fußballspieler.

## Karriere
Erst im Alter von 16 Jahren schloss sich der Innenverteidiger Gledson mit dem brasilianischen Zweitligisten ABC Natal einem Fußballverein an, wechselte zwischenzeitlich für sechs Monate zum Erstligaverein SC Corinthians nach São Paulo und kam über AD Vitória zum Tubarão FC.
Von Turabão aus wechselte Gledson 2001 nach Deutschland und bestritt in der Saison 2001/02 13 Regionalliga-Spiele für die Kölner Fortuna, mit der er jedoch als Tabellenletzter abstieg und daraufhin zum Zweitligisten LR Ahlen wechselte. Für Ahlen absolvierte Gledson aufgrund eines Fußbruchs keinen Einsatz in der Saison 2002/03 und wurde für die Saison 2003/04 an den Zweitliga-Konkurrenten VfL Osnabrück ausgeliehen, bei dem er 27 Spiele absolvierte und am Saisonende erneut abstieg. In der darauffolgenden Saison 2004/05 absolvierte er 28 Einsätze für LR Ahlen.
Zur Saison 2005/06 wechselte Gledson zum Erstliga-Absteiger F.C. Hansa Rostock, wo er sich binnen zwei Jahren unter Trainer Frank Pagelsdorf, der bereits in Osnabrück mit Gledson zusammengearbeitet hatte, zu einem der besten Abwehrspieler der zweiten Liga entwickelte und schließlich großen Anteil am Aufstieg Rostocks in die erste Liga in der Saison 2006/07 hatte. Eine Vertragsverlängerung in Rostock schlug Gledson daraufhin aus und wechselte zur Saison 2007/08 zum amtierenden deutschen Meister VfB Stuttgart. Nach einem Einsatz im Ligapokal und einem Platzverweis im DFB-Pokal wurde er in der Bundesliga jedoch nicht eingesetzt, woraufhin sein eigentlich auf drei Jahre befristeter Vertrag in Stuttgart aufgelöst wurde und er am 3. Januar 2008 zurück nach Rostock wechselte. Mit Rostock stieg er daraufhin wieder in die 2. Bundesliga ab. Nachdem Rostock daraufhin in der Zweitliga-Spielzeit 2008/09 nur knapp den Abstieg in die 3. Liga hatte vermeiden können, Gledson war in jener Saison anfänglich Mannschaftskapitän und verlor diesen Posten bereits ab dem 8. Spieltag an Martin Retov, wurde ihm trotz fortlaufenden Vertrags ein Vereinswechsel nahegelegt.
Daraufhin wechselte Gledson innerhalb der zweiten Liga zum FSV Frankfurt. Die Bornheimer hatten unter Trainer Tomas Oral ebenfalls erst kurz vor Saisonende den Klassenerhalt sichern können, und auch in der Spielzeit 2009/10 war der FSV trotz eines personellen Umbruchs im Kader lange Zeit nur auf den letzten drei Tabellenplätzen zu finden. Tomas Oral wurde im Oktober 2009 von Hans-Jürgen Boysen abgelöst, Gledson zählte unter beiden Übungsleitern zum Stammpersonal und bildete gemeinsam mit Alexander Klitzpera die Innenverteidigung des FSV, der sich am Rundenende Platz 15 und damit den Verbleib in der 2. Bundesliga sicherte. Im Sommer 2010 wechselten erneut zahlreiche FSV-Spieler den Verein, auch der Vertrag von Klitzpera wurde nicht verlängert, dafür wurden mit Björn Schlicke (MSV Duisburg) und Marc Heitmeier (Offenbacher Kickers) zwei neue Kräfte für die Innenverteidigung verpflichtet. Das Duo war zu Beginn der Saison bei Boysen auch gesetzt, Gledson plötzlich nur noch zweite Wahl. Der Brasilianer laborierte nach seinem ersten Kurzeinsatz im Auftaktspiel zudem lange an Adduktorenproblemen und konnte erst am 12. Spieltag wieder für den FSV auflaufen, als er gegen Union Berlin für den verletzten Kapitän Björn Schlicke einsprang. Seither ist er Stammspieler in der Innenverteidigung der Bornheimer, die sich in der Zweitligasaison 2010/11 frühzeitig den Klassenerhalt sicherten. In seinem 65. Ligaspiel für den FSV, beim Auswärtsspiel in Aue am 4. März 2012, gelang dem kopfballstarken Innenverteidiger sein erstes Zweitligator für die Schwarz-Blauen. Sein Vertrag verlängerte sich durch die Zahl seiner Einsätze automatisch um ein weiteres Jahr.

## Privates
Gledson ist verheiratet und hat zwei Töchter.